# ليز فرايدلاندر
ليز فرايدلاندر (بالإنجليزية: Liz Friedlander)‏ هي مخرجة أمريكية، ولدت في 1950.

## وصلات خارجية
- ليز فرايدلاندر على موقع IMDb (الإنجليزية)
- ليز فرايدلاندر على موقع ألو سيني (الفرنسية)
- ليز فرايدلاندر على موقع ميوزك برينز (الإنجليزية)
- ليز فرايدلاندر على موقع أول موفي (الإنجليزية)
- ليز فرايدلاندر على موقع قاعدة بيانات الأفلام السويدية (السويدية)
- ليز فرايدلاندر على موقع قاعدة بيانات الفيلم (الإنجليزية)
- ليز فرايدلاندر على موقع كينوبويسك (الروسية)